# Аллера (Крёз)
Аллера́ (фр. Alleyrat, окс. Alairac) — коммуна во Франции, находится в регионе Лимузен. Департамент коммуны — Крёз. Входит в состав кантона Обюссон. Округ коммуны — Обюссон.
Код INSEE коммуны — 23003.

## Население
Население коммуны на 2010 год составляло 142 человека.
| 1962 | 1968 | 1975 | 1982 | 1990 | 1999 | 2010 |
| ---- | ---- | ---- | ---- | ---- | ---- | ---- |
| 195  | 205  | 176  | 174  | 169  | 164  | 142  |

## Экономика
В 2010 году среди 86 человек трудоспособного возраста (15—64 лет) 62 были экономически активными, 24 — неактивными (показатель активности — 72,1 %, в 1999 году было 64,1 %). Из 62 активных жителей работали 57 человек (28 мужчин и 29 женщин), безработных было 5 (3 мужчин и 2 женщины). Среди 24 неактивных 6 человек были учениками или студентами, 11 — пенсионерами, 7 были неактивными по другим причинам.